# Ventosa del Río Almar
Ventosa del Río Almar – gmina w Hiszpanii, w prowincji Salamanka, w Kastylii i León, o powierzchni 18,02 km². W 2011 roku gmina liczyła 123 mieszkańców.